# 朱暉
朱 暉（しゅ き、生没年不詳）は、後漢の官僚・政治家。字は文季。本貫は南陽郡宛県。

## 略歴
朱岑の子として生まれた。光武帝が即位すると、かつての学友であった朱岑を召し出そうとしたが、すでに亡くなっていたため、朱暉を召し出して郎に任じた。朱暉はほどなく病を理由に官を去り、太学を卒業した。
永平年間、朱暉は南陽郡の吏となり、後に東平王劉蒼に召し出されて、その下で掾をつとめた。明帝が長安に幸するにあたって、宿衛を強化しようと、朱暉を衛士令とした。朱暉は2回転任して臨淮太守となった。数年後、法に触れて免官された。自ら臨淮郡を去り、野沢に隠居して、布衣菜食の生活を営んだ。
元和年間、章帝が巡狩すると、南陽太守に朱暉の様子を訊ねさせ、召し出して尚書僕射に任じた。この年のうちに朱暉は泰山太守に転じた。朱暉が上疏して洛陽に留まることを願い出ると、章帝はこれを許した。ときに穀物の価格が騰貴し、朝廷の悩みの種になっていた。このため尚書の張林が均輸法の施行を提案した。朱暉はこれに反対して章帝の怒りを買い、獄につながれた。3日後に釈放されたが、朱暉は病と称して、上書への署名を拒否した。
後に尚書令に転じた。老病を理由に引退を願い出て、騎都尉に任じられた。和帝が即位し、竇憲が匈奴に対して北征しようとすると、朱暉は上疏して諫めた。しばらくして朱暉は病没した。

## 人物・逸話
- 朱氏の祖先は宋の微子啓の末裔であり、宋を姓としていた。周が衰えて諸侯が宋を滅ぼすと、朱と姓を改めた。後に宛県に移り住んだ[1]。
- 朱暉が13歳のとき、王莽が敗死して天下は乱れ、朱暉は母の家族たちとともに宛城に逃げ込もうとした。道の途中で反乱兵と遭遇し、反乱兵たちは白刃で女性たちを脅して、衣物を略奪しようとした。朱暉は剣を抜いて前に出て、「財物はみな取られても、母たちの衣を奪わせることはできない。今日は朱暉の死ぬ日だ」と叫んだ。反乱兵たちはかれが小さいのに勇敢であるのに感心して、「童子めは内に刀を持っている」と笑っていい、打ち捨てて去っていった。
- 朱暉の性格は誇り高くおごそかであり、挙措は必ず礼に則っていて、儒者たちはかれを優れた人物とみなしていた。
- 永平初年、明帝の母の弟にあたる新陽侯陰就が朱暉の賢を慕って、自ら赴いて訪ねたが、朱暉は会おうとしなかった。さらに陰就は家丞を派遣して礼を尽くしたが、朱暉は門を閉ざして受けようとしなかった。このことが奏聞されると、明帝は「志士なり。その節を奪うことなかれ」といった。
- 朱暉は南陽郡の吏となった。南陽太守の阮況はかつて朱暉の婢を市に売ろうとしたことがあったが、朱暉は従わなかった。阮況が死去すると、朱暉は阮氏の家に厚い贈り物を送った。ある人がこのことを非難すると、朱暉は「以前に阮府君が私に要求なさったとき、あえて命を聞かなかったのは、財貨によって府君を汚すことを恐れたためである。今になって贈り物を送るのは、わたしが財貨に執着があるわけではないことを明らかにするためである」と答えた。
- 正月元旦、東平王劉蒼が入朝して年賀を祝った。旧例ではこのとき少府が璧を給与することになっていた。このとき陰就が少府卿をつとめており、少府の官僚たちも法を守らなかった。劉蒼は朝堂に座ったが、璧を求めて得られなかったため、部下たちに「これをどうしたらよいだろう」と訊ねた。朱暉は少府主簿が璧を持っているのを見つけると、そこに赴き、「わたしは璧のことを聞いたことがありますが、いまだ見たことがありません。試しに見せてもらってよいでしょうか」と偽っていった。主簿が朱暉に渡すと、朱暉は令史を召し出して璧を劉蒼に渡しさせた。主簿は驚いて、陰就に報告した。陰就は「朱掾は義士なり、また求むるなかれ」といって、別の璧を持って参朝した。劉蒼は朝廷を退出すると、朱暉を召し出して「あなたから見て藺相如に匹敵する者はいるかね」といった。
- 朱暉は臨淮郡の官吏や民衆たちに敬愛され、「強直自遂、南陽朱季、吏畏其威、人懐其恵（南陽の朱暉は剛直で自分で何でもやり遂げてしまう。官吏はその威を恐れ、人はその恵みになつく）」と歌われた。
- 朱暉は吏となっても剛直だったため、上に忌避されて、弾劾されることが多かった。
- 建初年間に南陽郡で飢饉が起こると、朱暉は家財を散じて、一族や旧友の貧しい者に分配した。

## 子女
- 朱頡（儒学を修め、安帝のときに陳国相に上った）
- 朱駢

## 伝記資料
- 『後漢書』巻43 列伝第33